# لاله تاردا
لاله تاردا (نام علمی: Tulipa tarda) نام یکی از گونه‌های لاله است. نمونه و نمایندهٔ لاله‌های کوچک به شمار می‌آید. دراطراف رنگ زرد گلبرگ، رنگ سفید در حاشیه به چشم می‌خورد. ممکن است از یک شاخه دو یا سه گل نیز شکفته شود. زمان شکفتن گل آن اواخر آوریل است.